# Tokyo Ocean
『Tokyo Ocean』（トーキョー・オーシャン）は、BEGIN9枚目のアルバム。1998年6月24日発売。
発売元は、テイチクエンタテインメント。

## 解説
テイチクエンタテインメント復帰2作目のスタジオ・アルバム。都会生活を通じての、日常風景や故郷への想いを描いた楽曲などを主に収録。CD帯のコピーは、「今まで、そしてこれから出逢うすべての君へ」。
前作アルバム『音楽旅団Ⅱ』（1997.6.21）発売後、3枚のシングルがリリース。荒木一郎のカヴァー「空に星があるように」を除く「愛が走る」「家へ帰ろう」が収録。ラスト・ナンバー「未来の君へ」はシングルA面曲として本作と同時発売。そのカップリング曲はThe Bee Geesが歌う「Melody Fair」（1971年の映画 『小さな恋のメロディ』 主題歌）をカヴァー（本作未収録）。
「愛が走る」は作家兼歌手・辻仁成による作詞楽曲。アルバムのスタッフ・クレジットの「Special Thanks」の項に辻の名前が掲載。この楽曲は、のちにライヴ音源もCD化。「防波堤で見た景色」は1998年8月12日に16枚目のシングルとしてリカットされた。
リリース当時の購入特典として、歌詞カード内にファンの集い（招待イベント）開催告知チラシが封入。

## 収録曲
全作詞・作曲・編曲：BEGIN
1. 陽気な迷子達
2. Little Blue Fish
3. いっとうはやく
4. 埋め立て地
5. 東京Ocean
6. 愛が走る
  - 作詞：辻仁成
7. もう話したくない
  - 作詞・作曲：DANNY WHITTEN　訳詞: BEGIN
8. Don't you worry
9. 家へ帰ろう
10. 防波堤で見た景色
11. 未来の君へ
  - 編曲：朝本浩文